# Xerosaprinus orbiculatus
Xerosaprinus orbiculatus är en skalbaggsart som först beskrevs av Sylvain Auguste de Marseul 1855.  Xerosaprinus orbiculatus ingår i släktet Xerosaprinus och familjen stumpbaggar. Inga underarter finns listade i Catalogue of Life.